# パナソニック PX
PX（ピーエックス）とは1995年4月から2016年末までパナソニック（初代法人。現・パナソニックホールディングス。2008年9月以前の法人名は松下電器産業）が販売していたノーマルポジション用コンパクトカセットのブランド名である。PXのカラオケ専用版としてKX（ケイエックス）が存在していた。ZETASシリーズの一部でもあった。

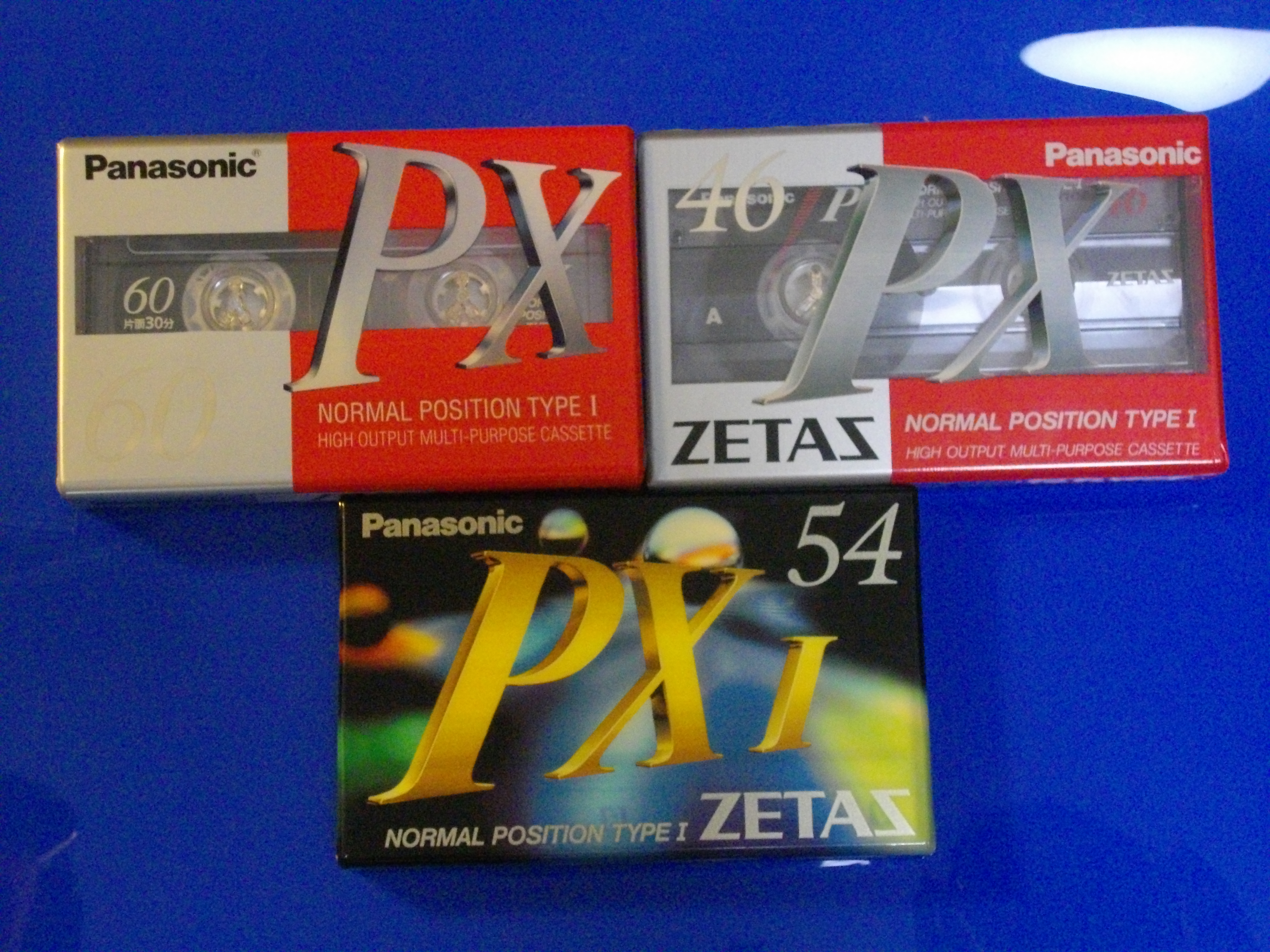
PX/PX1

## シリーズ
2025年現在では既に終売となっており、PX/KXはRT-30PXA、RT-60PXA、RT-90PXA、RT-10KXAのみが販売されていた。パナソニックショップでのみ注文・購入が可能だった。ちなみに代替品扱いであり、カタログには掲載されていなかった。また、PXの先代製品はNXである。
過去にはベーシック（低級LH級）なPXの他に、音楽用（標準LH級）ランクであるPX-IとハイポジションのPX-II（前者はTDK Super CDing IのOEM、後者はTDK Super CDing IIのOEM）が存在した。
製品後期では、PX-IとPX-IIでハーフが微妙に異なる（PX-Iの方が丸みを帯びており、rが大きく、より小さいタッピングビスが使用されている）。
PX-IとPX-IIの先代製品はそれぞれGXとHXである（前者はTDK AD → TDK AD1のOEM、後者はTDK SR → TDK AD2のOEM）。
KXはPXと同一の磁気テープを使用したものである。一時期は韓SKC社からOEM供給されていた。

## 使用テープ
- PX…2007年12月以前に出荷されていた製品はTDKマーケティング製、2008年1月から2011年12月までに出荷されていた製品はイメーション（現：韓オージン社）製の各TDK AEを使用していた（OEM供給）。また、最末期は2011年の夏から秋にかけて発生したタイ洪水による甚大な水害からもたらされた製造工場の操業停止に伴うイメーションの磁気テープ事業の完全撤退に伴い、2012年7月から2016年12月まで発売されていた製品は日立マクセル（現：マクセル。ただしコンシューマー事業は後に電響社へ譲渡）のUR(UR-L)（OEM元同様、磁性体とベースフィルム（磁気テープ本体、別名パンケーキ）は韓国製のものが用いられ、製品の組み立てはインドネシアで行われていた）のOEMに変更された。
- PX-I…TDKのAD1、およびSuper CDing Iと同一（OEM）のテープ。2001年12月までに出荷終了。
- PX-II…TDKのAD2、およびSuper CDing IIと同一（OEM）のテープ。2001年12月までに出荷終了。